# Burg Vlatten

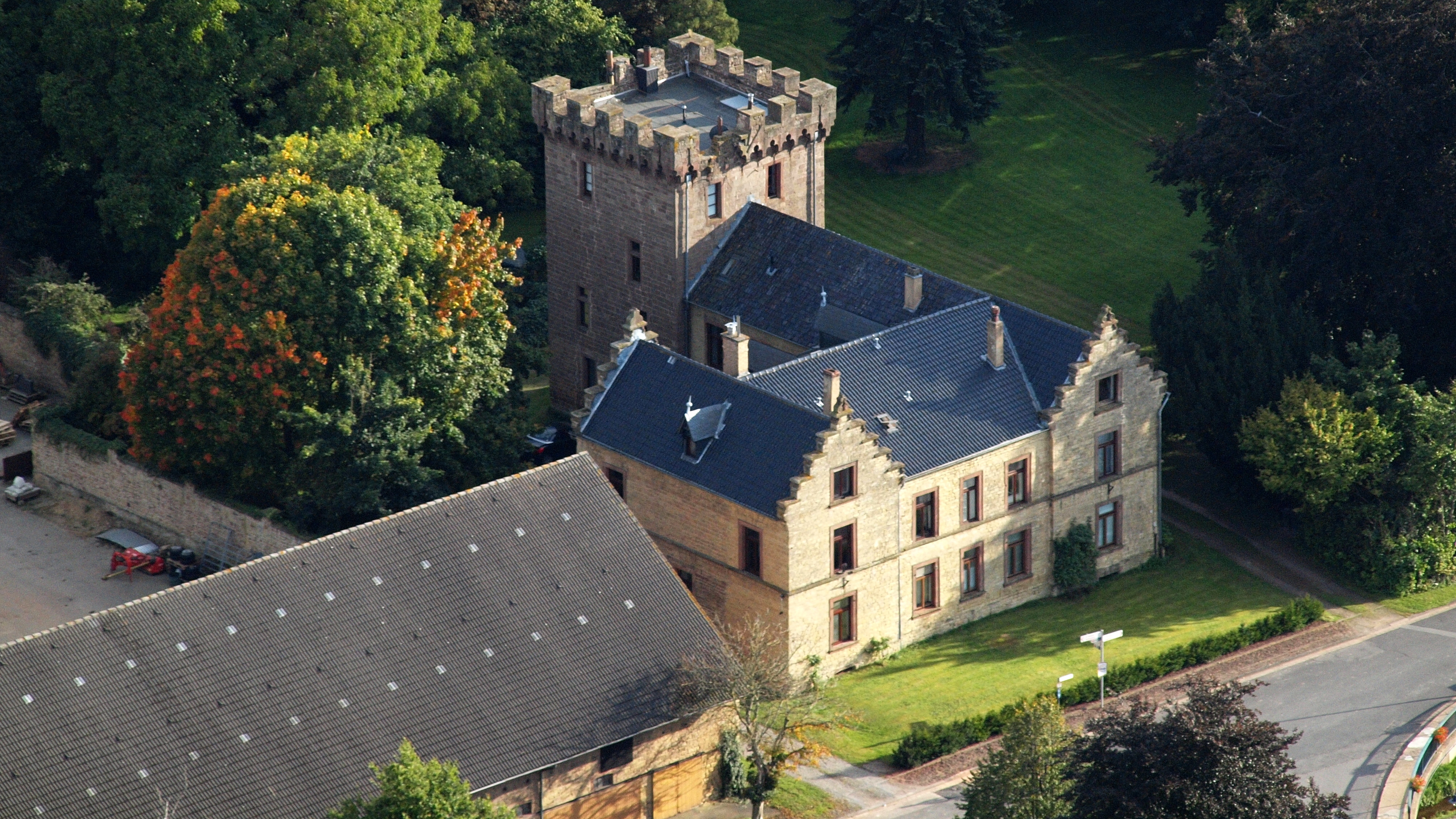
Burg Vlatten, Oberburg, Luftaufnahme (2015)

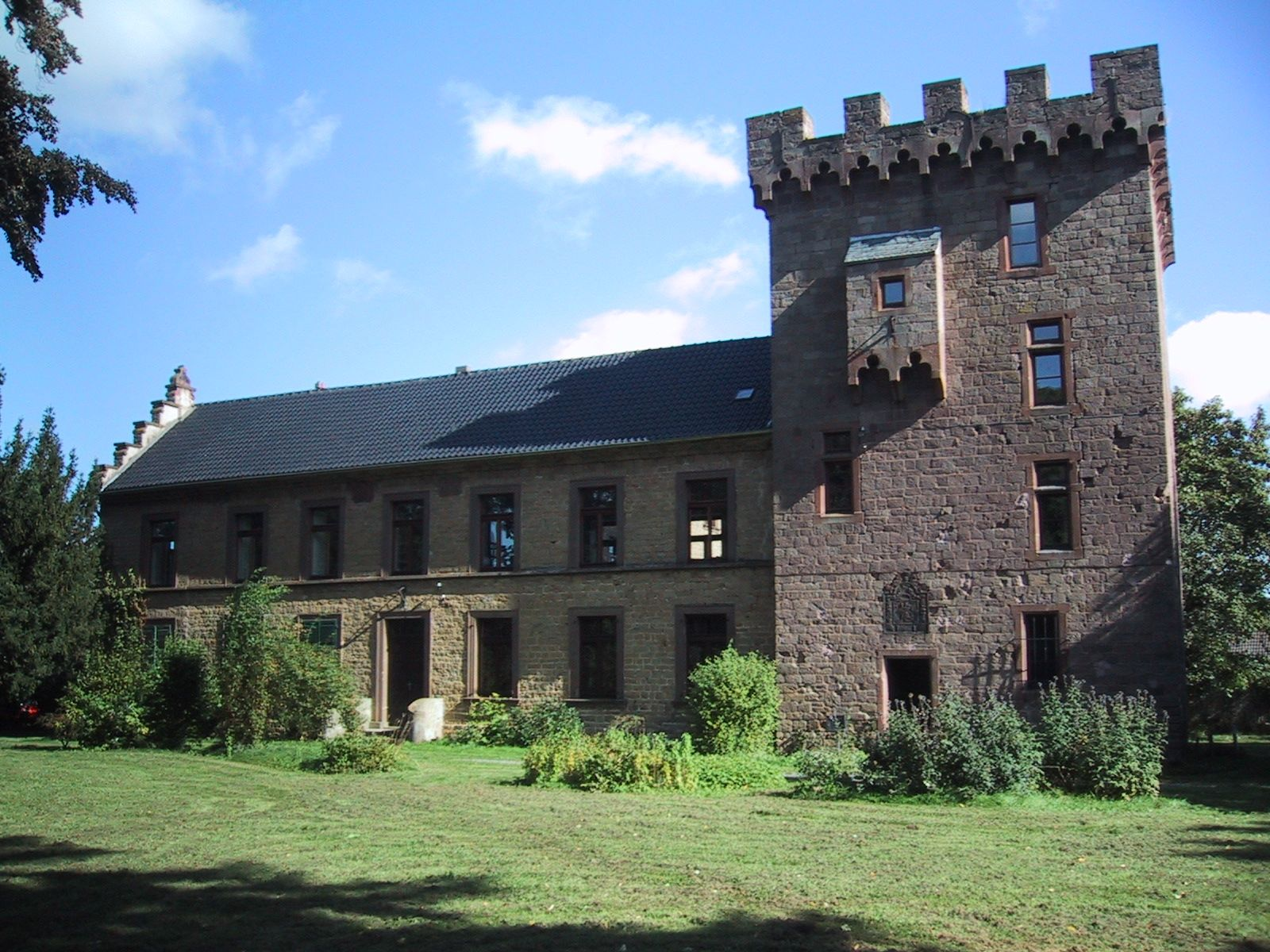
Die Oberburg 2005

Die ehemalige Wasserburg Burg Vlatten steht in Vlatten, einem Stadtteil von Heimbach (Eifel) im Kreis Düren, Nordrhein-Westfalen.

## Geschichte
In der Nachbarschaft der heutigen Pfarrkirche bestand eine karolingische Königspfalz, in der sich 838 nachweislich Ludwig der Fromme und 846 Lothar I. aufhielten. Im Mittelalter entstanden in Vlatten zwei Burgen, jeweils einige hundert Meter nördlich beziehungsweise südlich der Königspfalz am Vlattener Bach gelegen. Die Pfalz selbst, die jahrhundertelang Mittelpunkt einer Waldverwaltung war, verlor durch die Schenkung des südlichen und wertvollsten Teil des Forstbezirks durch Heinrich IV. an Erzbischof Anno von Köln ihre Bedeutung.
Johann I. von Vlatten-Merode erwarb 1331 die Oberburg, die südliche der beiden Burgen. Die von Merode nannten sich nach dem Kauf in dieser Linie später nur noch nach ihrem neuen Sitz „von Vlatten“.
Johann oder einer seiner Erben errichtete im 14. Jahrhundert eine Burganlage, von der heute noch Reste erhalten sind. Es muss sich dabei um eine rechteckige, türmebewehrte Hauptburg mit einer unregelmäßigen Vorburg gehandelt haben. Der gesamte Komplex war von Wassergräben umgeben. Heute sind als Reste der alten Hauptburg noch Teile der Umfassungsmauern, Türme in mäßiger Höhe, ein zweigeschossiger Rundturm und das tonnengewölbte Untergeschoss eines kurzen Traktes an der Westseite erhalten.
Die Oberburg blieb bis ins 15. Jahrhundert im alleinigen Besitz der von Vlatten-Merode. Nach dem Tod Reiners I. von Vlatten im Jahre 1448 heiratete seine Witwe Ida Schall von Bulich noch im gleichen Jahr in zweiter Ehe Sybert von Schwarz-Bongard. Das Ehepaar schloss mit den Kindern Ida Schalls aus erster Ehe einen Erbschaftsvertrag. Die Oberburg wurde zwischen den Familien von Vlatten und von Schwarz-Bongard aufgeteilt.
Durch die Heirat Katharinas von Vlatten, dem einzigen Kind Syberts von Vlatten, mit Werner von Gymnich fiel der Vlattensche Anteil der Oberburg in der ersten Hälfte des 16. Jahrhunderts an diese Familie. 1705 heiratete Anna Maria Amalia von Gymnich Johann Arnold von Bocholtz zu Lobberich und dieser kam auf diese Weise in den Besitz eines Teils der Oberburg. Die andere Hälfte besaßen zu diesem Zeitpunkt die von Syberg.
Der Bocholzsche Anteil kam 1729 durch Heirat an die von Mirbach-Harff. Die andere Hälfte fiel 1739 an die von Bentinck. Johann Wilhelm von Mirbach-Harff und Maximilian von Bentinck verkauften die Oberburg 1787 an Clemens August von Syberg zu Eicks, der damit den Besitz wieder vereinigte. 1808 erwarb Peter Brewer aus Köln das Anwesen, das er 1833 an Clemens August von Syberg zurückverkaufte.
1834 kauften Heinrich Floer aus Düren und Johann Engelbert Hahn aus Merzenich die Oberburg. Seit 1835 war Floer alleiniger Besitzer. 1882 wurde das verschuldete Anwesen von Julius Rütgers aus Berlin ersteigert. Rütgers schenkte die Oberburg seiner Tochter Emilie, die mit Generalmajor Ernst Freiherr von Gagern verheiratet war. Auch heute noch ist die Oberburg im Besitz derer von Gagern. 2020 ersteigerte das Ehepaar Lydia Freifrau von Gagern und Oliver Freiherr von Gagern das Anwesen von der Erbengemeinschaft der Familie.
Die Hauptburg der Oberburg aus dem 14. Jahrhundert scheint bereits im 18. Jahrhundert zur Ruine verfallen zu sein. Bis ins 19. Jahrhundert blieb die mittelalterliche Anlage, obwohl sie baufällig war, ohne tiefgreifende Veränderungen bestehen. Dann erfolgte in der ersten Hälfte des 19. Jahrhunderts eine Umwandlung der Burg in einen repräsentativen Gutshof. Gebäudeteile der Vorburg wurden in die neue Hofanlage einbezogen. Das Wohnhaus des Gutes lag an der Südwestecke. Da die Oberburg von ihren Besitzern längst nicht mehr selbst bewohnt wurde, diente das Gebäude bis Ende des 19. Jahrhunderts als Pächterwohnung.
Damals begann die Familie von Gagern, die die Oberburg wieder selbst bewohnen wollte, mit einer Umgestaltung der Anlage. Wohnhaus und Wirtschaftshof wurden wieder getrennt. Das Pächterhaus wurde in ein repräsentatives zweiflügeliges Wohnhaus umgewandelt und erhielt 1908 an seiner Ostseite einen quadratischen, historisierenden Turm. 1913 wurde eine Trennmauer zwischen Wirtschaftshof und Wohnhaus gezogen. Auf dem Gelände des Wirtschaftshofes wurde eine neue Pächterwohnung geschaffen.
Von der zweiten Vlattener Burg, der sogenannten Unterburg, ist nur der Mauerrest eines Turmes erhalten. Die Unterburg wird 1401 urkundlich erwähnt. Ihr Entstehen verdankt sie vermutlich einer Erbteilung der älteren Oberburg. Balduin von Vlatten teilte im 14. Jahrhundert sein Vlattener Vermögen unter seinen Kindern Konrad und Margaretha. Margaretha heiratet Johann Muyl von Sinzenich. 1605 fiel die Unterburg an Adam von Gymnich, der gleichzeitig Besitzer der Oberburg war. Die Unterburg scheint damit jede Bedeutung verloren zu haben und verfiel bereits im Laufe des 17. Jahrhunderts zu einer Ruine.